# Lestoidea lewisiana
Lestoidea lewisiana är en trollsländeart som beskrevs av Günther Theischinger 1996. Lestoidea lewisiana ingår i släktet Lestoidea och familjen Lestoideidae. Inga underarter finns listade i Catalogue of Life.